# Mehmet Şimşek

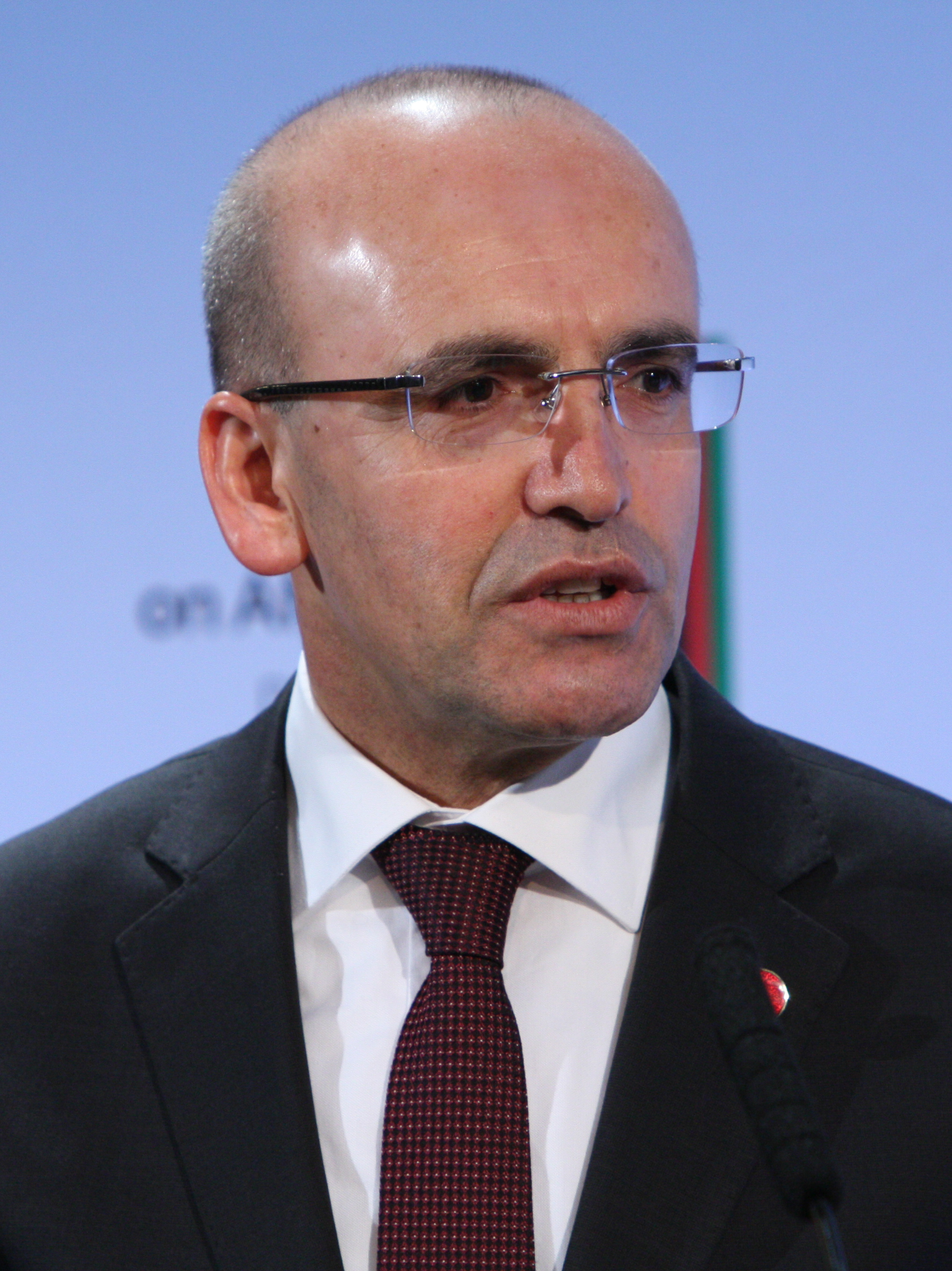
Mehmet Şimşek (2014)

Mehmet Şimşek (* 1. Januar 1967 in Gercüş, Batman, Türkei) ist ein britisch-türkischer Ökonom und Politiker (AKP). Seit 2023 ist er im Kabinett Erdogan V türkischer Finanzminister.

## Leben
Şimşek entstammt einer kurdischen Familie aus der Nähe von Batman. Türkisch lernte er eigenen Angaben zufolge erst in der Grundschule.
Şimşek erlangte seinen Bachelor-Abschluss in Wirtschaftswissenschaften im Jahr 1988 an der Universität Ankara. Nach seiner Tätigkeit als wissenschaftlicher Mitarbeiter am Lehrstuhl für internationale Wirtschaft und Wirtschaftsentwicklung erhielt er ein staatliches Stipendium für ein Studium an der University of Exeter im Vereinigten Königreich, wo er im Jahr 1993 seinen Master-Abschluss im Studiengang Finance and Investments erlangte.
Şimşek arbeitete sieben Jahre lang als Chefökonom und Stratege für die Region Osteuropa, Naher Osten und Afrika bei Merrill Lynch in London. In dieser Zeit hatte er zahlreiche Kontakte zu den türkischen Behörden und der Zentralbank und war in Zusammenarbeit mit der AKP-Regierung an der Gestaltung der Wirtschaftspolitik beteiligt. Zudem war er von 1998 bis 2000 als leitender Ökonom und Bankanalyst bei Deutsche-Bender Securities, später Tochterunternehmen der Deutschen Bank, tätig. Im Jahr 1997 verbrachte Şimşek etwa ein Jahr in New York City, wo er für UBS Securities arbeitete. Vor dieser Zeit war er fast vier Jahre lang als leitender Ökonom an der US-Botschaft in Ankara tätig.
2007 wurde er als Kandidat der AKP im Wahlkreis Gaziantep gewählt und nach der Wahl zum Staatsminister berufen. Er ist zuständig für den Fiskus und die Türkische Zentralbank.
Şimşek war unter den Ministerpräsidenten Erdoğan und Davutoğlu Finanzminister der Türkei.
Şimşek war bis Anfang Juli 2018 stellvertretender Premierminister und galt bei internationalen Investoren als Garant für eine gute wirtschaftliche Entwicklung und wurde zu den Anhängern einer orthodoxen Wirtschaftslehre gerechnet. Şimşek wurde als Autorität in Finanz- und Wirtschaftsfragen von Erdogan durch dessen Schwiegersohn Berat Albayrak ersetzt.
Seit dem 3. Juni 2023 ist er wieder im Amt des Finanzministers.

## Privatleben
Am 8. Januar 2010 heiratete Mehmet Şimşek zum zweiten Mal. Seine erste Ehefrau war eine US-Amerikanerin. Seine zweite Ehefrau Esra Kara ist eine türkische Architektin. 
Şimşek besitzt sowohl die türkische als auch die britische Staatsangehörigkeit.